# Tomojirō Ikenouchi
Tomojirō Ikenouchi (池内 友次郎, Ikenouchi Tomojirō), né le 21 octobre 1906 à Tokyo et mort dans cette ville le 3 mars 1991, est un compositeur japonais.

## Biographie
Second fils du poète de haïkus Kyoshi Takahama, il est venu en 1927 à Paris. Il a fait ses études musicales au Conservatoire de Paris, où il fut l'élève de Lazare Lévy pour le piano et d'Henri Büsser pour la composition. Revenu en 1937 au Japon, il représentait dans la musique japonaise l'école française de musique impressionniste par rapport à l'école allemande de Saburō Moroi.
Il ne fut pas un compositeur très prolifique (un opéra : Yuya (1942), trois quatuors à cordes (1937, 1945 et 1946), Deux mouvements symphoniques (1951), quatre sonatines pour soliste), mais eut une très grande influence comme professeur à l'Université des arts de Tokyo. Il compta parmi ses élèves Saburō Takata, Akio Yashiro, Toshiro Mayuzumi, Akira Miyoshi, Shinichiro Ikebe, Roh Ogura, Michio Mamiya et Isang Yun.
Il a été fait chevalier de la Légion d'Honneur en 1952.

## Œuvres principales
- Sonatine nº 1 pour piano (1946)
- Sonatine nº 2 pour violon et piano (1946)
- Sonatine nº 3 pour violoncelle et piano (1946)
- Prélude et fugue pour quatuor à cordes
- Ballade sur un air japonais ancien pour violoncelle pour violoncelle et piano
- Musique de cérémonie pour piano à 4 mains (1958)
- Yuya - trois pièces tirées de la pièce de nô Yuya pour soprano et orchestre (Tokyo, le 1er février 1943)
- Trois pièces pour orchestre (1937)
- Quatre saisons pour orchestre (1938)
- Symphonie en 2 mouvements (Tokyo le 4 novembre 1951)
- Fantaisie pour violoncelle et piano (1940)
- Sonatine pour soprano (Sonatine nº 4) (Sop, pf)
- Sonate pour flûte et piano (1946)